# هوستون أولدهام
هوستون أولدهام (بالإنجليزية: Houston Oldham)‏ هو لاعب كرة قدم أمريكي في مركز الوسط، ولد في 20 أكتوبر 1990 في ناشفيل في الولايات المتحدة. لعب مع ريتشموند كيكرز.